# 1,4-二(2,2-二氰基乙烯基)苯
1,4-二(2,2-二氰基乙烯基)苯是一种有机化合物，化学式为C14H6N4。它可由对苯二甲醛和丙二腈在催化下反应制得。
它和盐酸乙脒在哌啶催化下于甲醇中回流，可以得到4,4'-(1,4-苯二基)双(6-氨基-2-甲基-5-嘧啶甲腈)。